# Rachel Maddow
Rachel Anne Maddow ( Maddow; * 1. dubna 1973 Castro Valley) je americká televizní moderátorka a liberální politická komentátorka. Maddow uvádí televizní pořad The Rachel Maddow Show na stanici MSNBC a vystupuje také jako spolukomentátorka různých událostí vysílaných na téže stanici. Její stejnojmenný syndikovaný rozhlasový pořad se vysílal v letech 2005–2010 na stanici Air America. Maddow za svou vysílací práci obdržela několik cen Emmy a v roce 2021 získala cenu Grammy za svou knihu Blowout (2019).
Maddow získala bakalářský titul v oboru veřejná politika na Stanfordově univerzitě a doktorát z politologie na Oxfordské univerzitě a je první otevřeně lesbickou moderátorkou, která ve Spojených státech amerických uvádí zpravodajský pořad v hlavním vysílacím čase.

## Mládí a vzdělání
Maddow se narodila v Castro Valley v Kalifornii. Její otec Robert B. Maddow je bývalý kapitán letectva Spojených států amerických, který rok před jejím narozením rezignoval na svou funkci a poté pracoval jako právník. Její matka Elaine (rozená Gosse) byla správkyní školních programů. Má jednoho staršího bratra, Davida. Její dědeček z otcovy strany pocházel z židovské rodiny, která přišla do Spojených států z Ruského impéria. Její babička z otcovy strany byla nizozemského původu. Její kanadská matka, původem z Newfoundlandu a Labradoru, má anglické a irské předky.
Maddow uvedla, že její rodina je „velmi, velmi katolická“ a že vyrůstala v komunitě, kterou její matka označila za „velmi konzervativní“. Maddow závodně sportovala a na střední škole se věnovala volejbalu, basketbalu a plavání.
S odkazem na filmy Johna Hughese o sobě Maddow prohlásila, že na střední škole byla „něco mezi sportovcem a asociální dívkou“. Vystudovala střední školu Castro Valley High School a navštěvovala Stanfordovu univerzitu. V prvním ročníku ji jako lesbu odhalily univerzitní noviny, když s ní zveřejnily rozhovor dříve, než svou orientaci oznámila rodičům.
V roce 1994 získala titul v oboru veřejná politika na Stanfordově univerzitě. Při promoci získala stipendium Johna Gardnera. Získala Rhodesovo stipendium a v roce 1995 zahájila postgraduální studium na Lincoln College v Oxfordu. Ve stejném roce jí bylo uděleno také Marshallovo stipendium, ale odmítla ho ve prospěch Rhodesova stipendia. Stala se tak první otevřeně lesbickou držitelkou Rhodesova stipendia. V roce 2001 získala titul DPhil z politologie na Oxfordské univerzitě. Její disertační práce nese název HIV/AIDS and Health Care Reform in British and American Prisons (volně přeloženo jako HIV/AIDS a reforma zdravotní péče v britských a amerických věznicích); její školitelkou byla Lucia Zedner.

## Podcasting
V říjnu 2018 Maddow spustila podcast Bag Man, který vznikl ve spolupráci s MSNBC a zaměřuje se na politický skandál kolem viceprezidenta Spira Agnewa z roku 1973. Bylo oznámeno, že v roce 2022 se bude natáčet filmová adaptace tohoto podcastu. Režii má na starosti Ben Stiller, produkci Lorne Michaels a Maddow bude výkonnou producentkou.
V říjnu 2022 Maddow a MSNBC spustily podcast Ultra.

## Osobní život
Maddow žije střídavě na Manhattanu v New Yorku a ve West Cummingtonu ve státě Massachusetts se svou partnerkou, výtvarnicí Susan Mikulou. Seznámily se v roce 1999, kdy Maddow pracovala na své doktorské práci.
Maddow se od puberty potýká s depresemi.
Maddow řekla: „Jsou tři věci, které dělám, abych zůstala při smyslech: Cvičím, spím – jsem dobrý spáč – a rybařím“.
V roce 2021 podstoupila Maddow operaci, při níž jí byl z krku odstraněn rakovinný kožní výrůstek.

## Odraz v kultuře
Tracey Ullman hrála Maddow ve svém komediálním seriálu Tracey Ullman's State of the Union na stanici Showtime. Maddow pozvala Ullman do svého pořadu a v lednu 2010 s ní vedla rozhovor.
Abby Elliott a Melissa Villaseñor hrály Maddow v pořadu Saturday Night Live.
Maddow se objevila jako postava v epizodě Simpsonových Čtyři chyby a jeden pohřeb z 3. listopadu 2013.
Maddow se objevila v epizodě RuPaul's Drag Race Trump: „Rusikál“.

## Dílo
- MADDOW, Rachel. Drift: The Unmooring of American Military Power. [s.l.]: Crown, 2012. Dostupné online. ISBN 978-0-307-46098-1.
- MADDOW, Rachel. Blowout: Corrupted Democracy, Rogue State Russia, and the Richest, Most Destructive Industry on Earth. [s.l.]: Crown, 2019. Dostupné online. ISBN 978-0-525-57547-4.
- MADDOW, Rachel; YARVITZ, Michael. Bag Man: The Wild Crimes, Audacious Cover-up, and Spectacular Downfall of a Brazen Crook in the White House. [s.l.]: [s.n.], 2020. Dostupné online. ISBN 9780593136683.